# نادي سلاو تاون
نادي سلاو تاون (بالإنجليزية: .Slough Town F.C)‏ هو نادي كرة قدم إنجليزي مقره في سلاو، باركشير.